# Sokokevävare
Sokokevävare (Ploceus golandi) är en starkt utrotningshotad fågel i familjen vävare. Fågeln är endemisk för Kenya.

## Utseende och läten
Sokokevävaren är en liten (13-14 cm), skogslevade vävare. Hanen är svart ovan, med svart även på huvud och bröst. Undersidan är kanariegul, mot buken vit, medan undergumpen är gulvit. Honan är olivgrön ovan med gul undersida. Båda könen har gyllenkantade vingtäckare, olikt skogsvävaren. Lätet är typiskt, vävarlika gnisslande och tjirpande.

## Utbredning och status
Arten förekommer enbart i kustnära områden i sydöstra Kenya (Arabuko Sokoke nationalpark). IUCN kategoriserar arten som starkt hotad.